# 1989년 11월
| 1989년: 1월 · 2월 · 3월 · 4월 · 5월 · 6월 · 7월 · 8월 · 9월 · 10월 · 11월 · 12월 |

| <          | 1989년 11월 | 1989년 11월  | 1989년 11월 | 1989년 11월 | 1989년 11월 | >          |
| 일         | 월          | 화           | 수          | 목          | 금          | 토         |
|            |             |              | 1 10.3 을축 | 2 4 병인    | 3 5 정묘    | 4 6 무진   |
| 5 7 기사   | 6 8 경오    | 7 9 신미     | 8 10 임신   | 9 11 계유   | 10 12 갑술  | 11 13 을해 |
| 12 14 병자 | 13 15 정축  | 14 16 무인   | 15 17 기묘  | 16 18 경진  | 17 19 신사  | 18 20 임오 |
| 19 21 계미 | 20 22 갑신  | 21 23 을유   | 22 24 병술  | 23 25 정해  | 24 26 무자  | 25 27 기축 |
| 26 28 경인 | 27 29 신묘  | 28 11.1 임진 | 29 2 계사   | 30 3 갑오   |             |            |

| 편집하기 |

## 1989년11월 9일
- 독일의 베를린 장벽이 붕괴되다.

## 1989년11월 6일
- 중앙고속도로(춘천-대구)가 착공되다.